# Клод Лорен
Клод Лорен е френски художник и живописец.

## Биография
Клод Лорен е роден през 1600 г. в херцогство Лотарингия. Първите си уроци по рисуване получава от своя брат, който е дърворезбар. През 1613 г. заминава за Италия, където работи като слуга при художника Агостино Таси и усвоява някои от техническите прийоми на пейзажната живопис. От 1617 до 1621 г. живее в Неапол и изучава перспектива и архитектура при Готфрид Велс. През 1627 г. се установява в Рим и остава там до края на живота си.

## Творчество
През епохата на барока пейзажът е един от второстепенните жанрове в изкуството. Клод Лорен обаче издига неговия статут чрез своето художествено творчество. Още приживе художникът получава всеобщо уважение и обществено признание.
Въпреки че съсредоточава своята работа предимно в областта на пейзажа, той е и великолепен офортист. Под влияние на класическите художници той рисува предимно мащабни по формат композиции на литературни теми. В зрялото и късното си творчество се обръща към по-интимни сцени, изпълнени с приглушени тонове и деликатна фактура.
В своите пейзажи Клод Лорен се стреми да представи не толкова природата с нейните „бъбриви“ детайли, а по-скоро поетичните чувства, които завладяват човека, когато наблюдава нейната красота. Неговите картините се характеризират с ясна градация на тоновете в близкия и далечния план и ефектни контрасти между светли и тъмни петна.
По отношение на цвета, в творчеството му могат да се различат два маниера на работа: в ранния си период рисува с гъстоположени бои и топли цветове, а в по-късния период живописва с плавни преходи, фини велатури и хладни тонове.
В своята работа отдава изключително голямо значение на светлината. Той е първият живописец в историята на изкуството, който изследва законите на светлината в рамките на художественото си творчество. Работата му в тази област повлиява изключително силно върху развитието на пейзажа, по-специално върху творчеството на Уилям Търнър.
Картини на Клод Лорен са притежание на почти всички значими галерии в Европа. В Лувъра се съхранява една от най-богатите колекции от произведения на големия европейски пейзажист.

## Галерия
- „Римски пейзаж“, Музей на изкуството „Метрополитън“, Ню Йорк.
- „Отплаването на света Паола Римска“, Дълиджка художествена галерия. Лондон.
- „Морско пристанище“, Стара пинакотека, Мюнхен.
- „Пейзаж“, Художествен музей на Синсинати, САЩ.
- „Морско пристанище.